# 20 juillet 1951
Le vendredi 20 juillet 1951 est le 201e jour de l'année 1951.

## Naissances
- Larry Black (mort le 8 février 2006), athlète américain spécialiste du sprint
- Sarr Boubacar, footballeur sénégalais
- Paulette Bourgeois, auteure canadienne de littérature d'enfance et de jeunesse
- Brigitte Catillon, actrice et scénariste française
- Anna Dymna, actrice polonaise
- Hergo, photographe français
- Paulin Obiang Ndong, homme politique gabonais
- Jeff Rawle, acteur britannique
- Hans Royaards, comédien néerlandais

## Décès
- Abdallah Ier (né en février 1882), fut roi de Jordanie
- Guillaume de Prusse (né le 6 mai 1882), dernier prince héritier de l’Empire allemand

## Autres événements
- Talal de Jordanie succède à Abdallah Ier en tant que roi de Jordanie
- Sortie du dessin animé Donald gagne le gros lot
- Sortie en France des films
  - Secrets de femmes
  - Boîte de nuit (film)
- Sortie américaine du film L'Amant de Lady Loverly
- Premier vol de l'avion de chasse britannique Hawker Hunter
- Premier vol du Convair XF-92
- Louis-Ferdinand de Prusse devient le chef de la famille impériale d'Allemagne
- Création de la Province de La Pampa en Argentine
- Dernier jour de circulation du Tramway de Nîmes